# 双殻目 (刺胞動物)
双殻目（そうかくもく）は粘液胞子虫のうちおよそ2000種から成る目。系統を反映していない可能性が高い。

## 特徴
粘液胞子を囲む殻片(shell valve)が2つあり、極嚢(polar capsule)は通常2つか4つ、まれに1つである。

## 分類
粘液胞子の形態に基づく分類体系が用いられているが、これは系統を反映しないことが分かっている。
- Suborder Variisporina
腔内寄生性のものが多く、海産魚類に見出されるものが多い。
- 扁胞子虫亜目 Suborder Platysporina Kudo, 1919
淡水産魚類の組織寄生性のものが多い。
- Suborder Sphaeromyxina Lom & Noble, 1984
極糸が短く扁平で先細りになっており、極嚢の中では折りたたまれている。海産魚類の胆嚢に腔内寄生している。

日本産養殖魚の寄生虫として重要視されている属を以下に挙げる。
Ceratomyxa（ミカヅキムシ）
Chloromyxum (シノウネンエキムシ)
Enteromyxum (ハチノジホウシムシ)
Henneguya (ウチワムシ)
Hoferellus (ズキンネンエキムシ)
Myxidium (ツムガタムシ)
Myxobolus (シズクムシ)
Sphaerospora (タマホウシムシ)
Thelohanellus (イッキョクホウシムシ)